# Boulevard Bineau
Le boulevard Bineau est une voie de circulation de Levallois-Perret et de Neuilly-sur-Seine dans les Hauts-de-Seine.

## Situation et accès
Ce boulevard fait partie de l'ex-route nationale 308 (actuellement RD 908) qui prend le nom de boulevard Bineau sur plusieurs communes.
Le boulevard Bineau prolonge l'avenue de Villiers parisienne, au delà de la Porte de Champerret.
Partant de Paris, il rencontre le carrefour Bineau, puis le boulevard Victor-Hugo. Au niveau de la Seine, il croise le boulevard Bourdon, puis traverse l'île de la Jatte avant de passer le pont de Courbevoie qui mène au boulevard de Verdun .
Le quartier est desservi par la ligne de métro 3 à la station Anatole France.

## Origine du nom

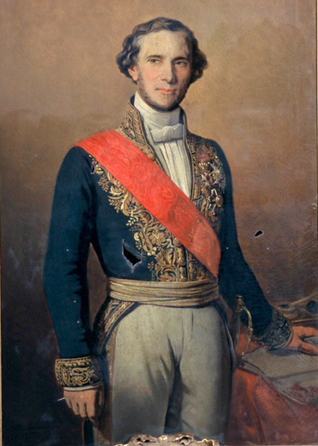
Jean-Martial Bineau.

Ce boulevard rend hommage à Jean-Martial Bineau (1805-1855), homme politique français, ministre des Travaux publics en 1849.

## Historique
Il prend son nom en 1856 pour la partie allant de Paris à la Seine, et en 1912 pour la portion traversant l’île de la Jatte.
Toutefois, un plan de Courbevoie dressé en 1897 indique que l'actuel boulevard de Verdun s'appelle alors boulevard Bineau, du nom de la voie de Neuilly qu'il prolonge en ligne droite jusqu'à l'embranchement de Colombes (actuel rond-point de l'Europe).
En 1871, pendant la Commune de Paris, « on se bat continuellement d’une barricade à l’autre, depuis l’entrée du bois de Boulogne jusqu’à Levallois. Le point le plus important est toujours la barricade de la rue Peyronnet, et la fusillade ne cesse guère entre tirailleurs des deux côtés du rond-point de l’avenue d'Inkerman et du boulevard Bineau ».
En janvier 1910, lors de la crue de la Seine, le boulevard est envahi par les eaux comme d’autres voies de Neuilly (boulevards Bourdon et d’Argenson ; rues Soyer et du Bois-de-Boulogne...). La mairie envoie rapidement des pompiers à la rescousse. Une centaine de personnes sont accueillies dans des hôtels ou hébergées aux frais de la municipalité.
Le 24 avril 1914, le roi George V d'Angleterre et son épouse la reine Mary visitent l’hôpital anglais à Levallois. Cela attire une foule considérable de curieux. Pour l'occasion, la porte de Champerret, l'avenue de Villiers et le boulevard Bineau sont pavoisés de drapeaux français et britanniques.

## Bâtiments remarquables et lieux de mémoire

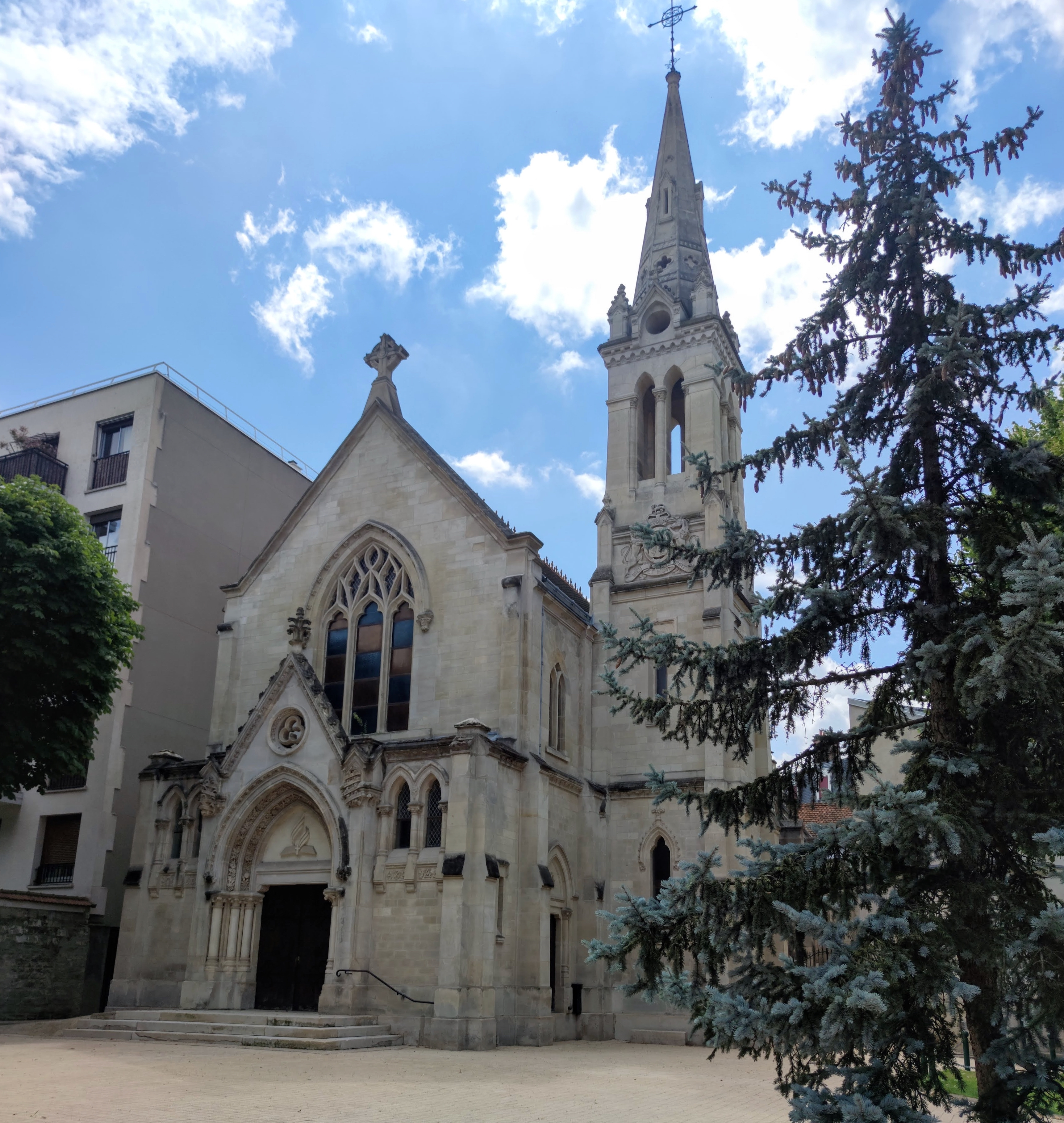
No 81.

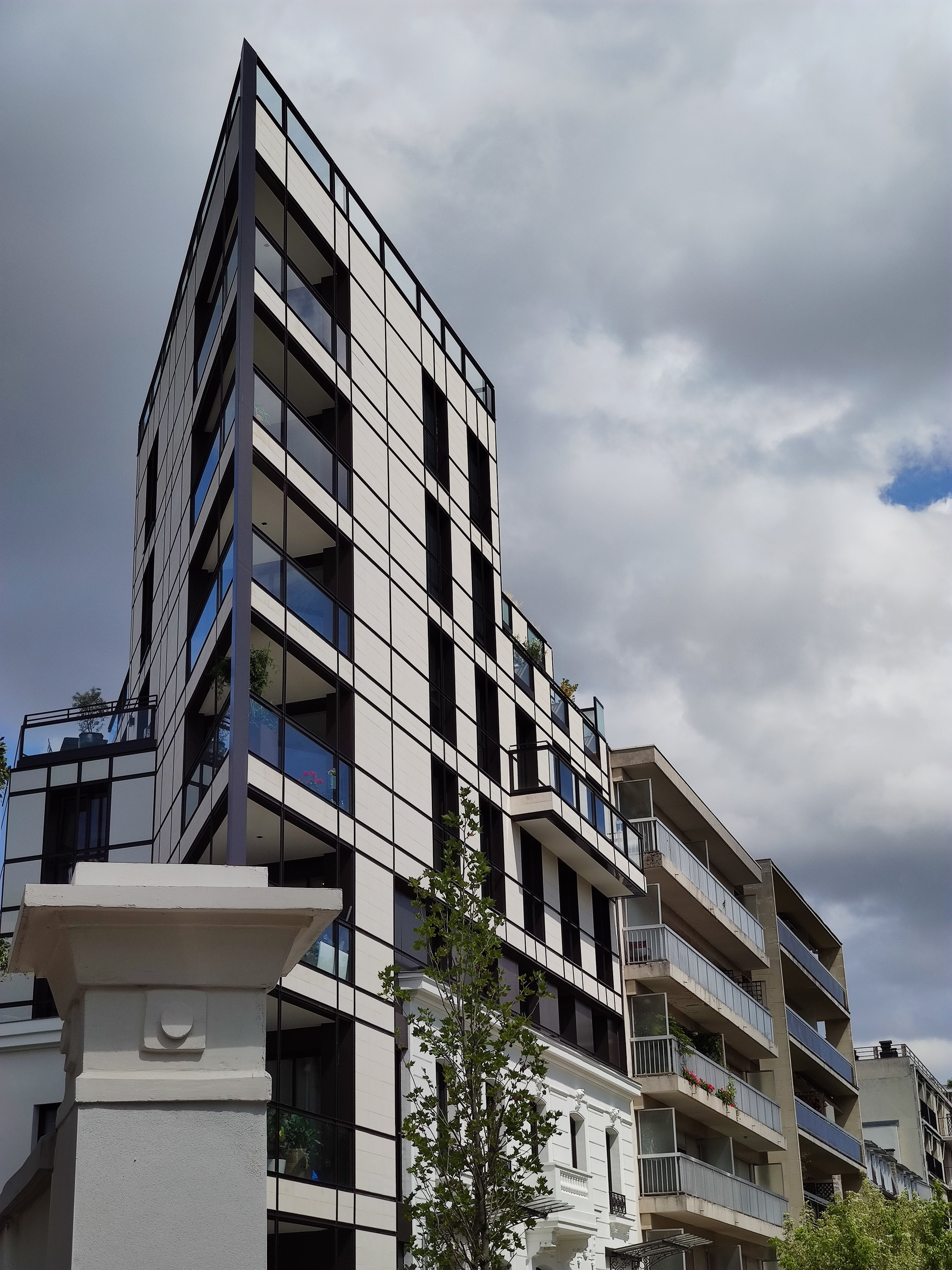
No 86 (angle rue de Rouvray).

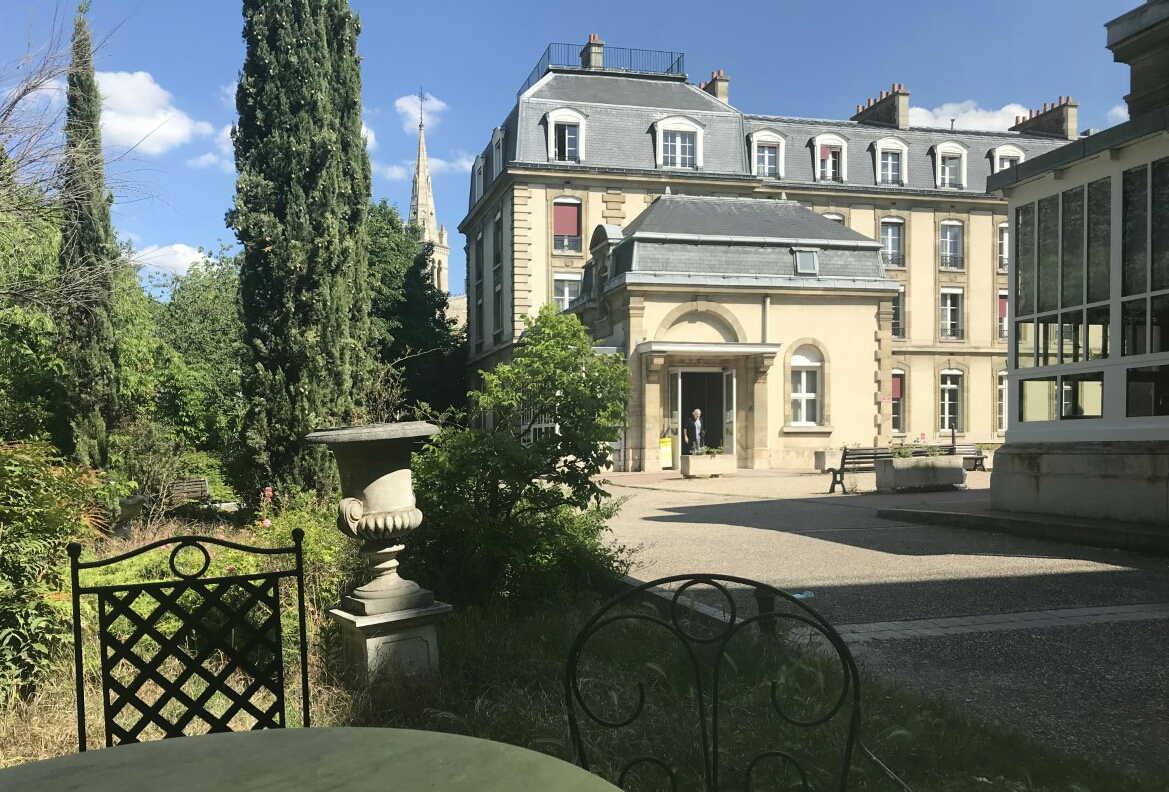
No 89 : jardin de la fondation Galignani.

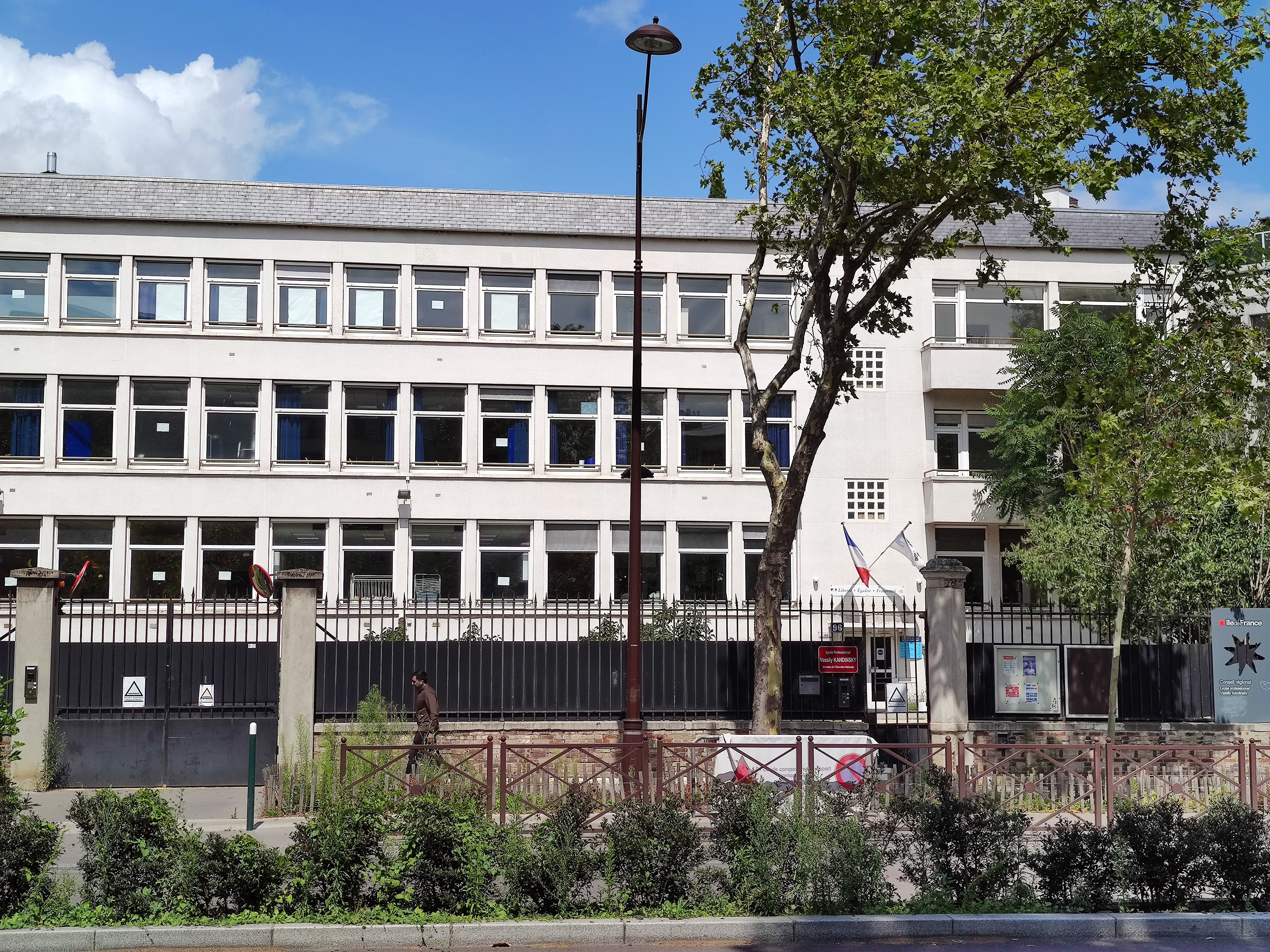
No 96 : lycée.

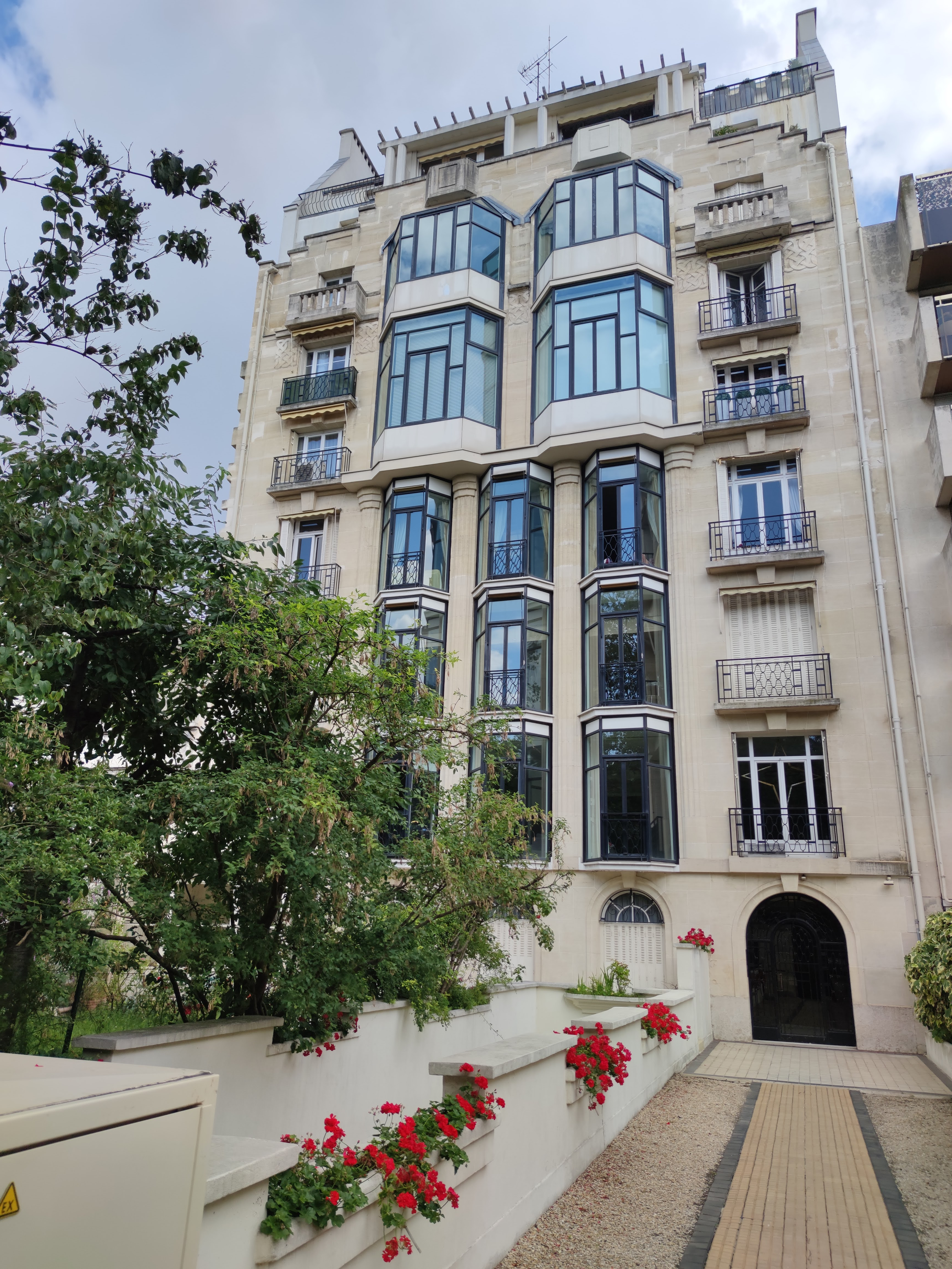
No 148.

- En 1935, l’ingénieur Louis Lumière (1864-1948), « dans une coquette villa, enfouie parmi les arbres et les fleurs » du boulevard, réalise l’un des tout premiers films en relief[6]. Il y meurt en 1948 à l’âge de 84 ans, suivi par son frère Auguste, en 1954, à l’âge de 92 ans[7].
- No 53 : consulat général d'Égypte en France.
- No 65 : en 1960, siège de l’organisation maçonnique Grande loge nationale française ayant pour caractéristique d’être majoritairement composée d’Anglo-saxons[8]. Dans les années 2000, les membres de la loge Athanor, dont certains seront par la suite impliqués dans l'assassinat du coureur automobile Laurent Pasquali, s’y retrouvent une fois par mois[9].
- No 73 : ancien atelier de Gustave Courtois, Pascal Dagnan-Bouveret et Carl Ernst von Stetten.
- Nos 81-83 : église adventiste du septième jour de Neuilly-sur-Seine[10] ; ancienne chapelle anglicane de Neuilly élevée à la fin des années 1870 et destinée aux nombreux Britanniques installés alors à Neuilly. L'édifice, réalisé par les architectes Leroux et Alfred Bitner[11], s'inspire des églises anglaises de style anglo-normand de la même époque. La pose de la première pierre a lieu le 10 juillet 1878 en présence du prince de Galles[12]. Au début de la Seconde Guerre mondiale, les Britanniques quittent massivement Neuilly. L’édifice est racheté en 1949 par l’église adventiste et un nouveau culte y est célébré[13]. L’écrivain américain de langue française Julien Green (1900-1998) évoque dans son autobiographie la petite église anglicane Christ Church dans laquelle il fut baptisé, qui « se trouvait à Neuilly au 81, boulevard Bineau », ajoutant, par erreur, qu’elle « n’existe plus aujourd’hui »[14].
- No 86 (et 2, rue de Rouvray) : immeuble de six étages de très grand standing réalisé en 2021 par l’agence d’architecture Wilmotte & Associés, ne comprenant qu’un appartement par étage et présentant la particularité d’intégrer dans sa construction les deux premiers niveaux d’une ancienne maison de maître[15]. En 1935, à cet emplacement, à l’angle de la rue de Rouvray, se trouve l’hôtel particulier d’un fabricant de produits pharmaceutiques[16]. En 1947, un pavillon situé à cette adresse est entièrement détruit par le feu[17].
- No 89 : fondation Galignani[18] ; maison de retraite construite en 1885-1888 sur un terrain de 7000 m2 légué à l’Assistance publique de Paris par le journaliste et éditeur William Galignani[19] (1798-1882). Des hommes et des femmes parfois célèbres ont achevé leur vie dans cet établissement[20].
- No 96 : lycée professionnel Vassily-Kandinsky.
- No 101 : le vendredi 18 juillet 1980, vers 8 h 25, trois jeunes gens, porteurs de fausses cartes de presse, se présentent devant l’entrée de la résidence, où vivait Chapour Bakhtiar, dernier Premier ministre de l’ex-chah d’Iran. Après avoir franchi deux cordons policiers, les trois hommes entrent dans l’immeuble, sonnent par erreur chez une voisine, l’abattent et tentent ensuite, en vain, de s’introduire dans l’appartement occupé par l’ancien Premier ministre. Une fusillade avec les policiers éclate alors, au terme de laquelle les membres du commando sont arrêtés mais on dénombre, côté policiers, un mort et plusieurs blessés. L’affaire Anis Naccache, du nom du chef du commando, vient de débuter[21].
- No 116 : immeuble d’habitation construit vers 1966[22].
- No 126 : villa ayant appartenu dans les années 1925 au prince Carol de Roumanie[23].
- No 140 : l’homme d’affaires et homme politique Jacques Foccart (1913-1997) vit à cette adresse dans les années 1950[24].
- No 148 : immeuble de 1928 réalisé par l’architecte Louis Gondallier de Tugny[25]. Le peintre et sculpteur français Charles-Albert Walhain[26] (1877-1936) y a habité et y est mort[27],[28].
- No 154 : bâtiment appartenant à l'ambassade d'Indonésie. Ancienne résidence du baron de Lopez Tarragoya[29].
- No 167 : église Saint-Jacques de Neuilly-sur-Seine, construite en 1936-1937. Son clocher-porche est décoré du trigramme IHS en blanc signifiant Iesus Hominum Salvator[30].

### Bâtiments démolis
- No 64 : en 1880, on pouvait voir à cette adresse, « dans une charmante villa », trois chalets recouverts de chaume abritant des parcs à huîtres alimentés en eau de mer[31].

Le boulevard Bineau autrefois
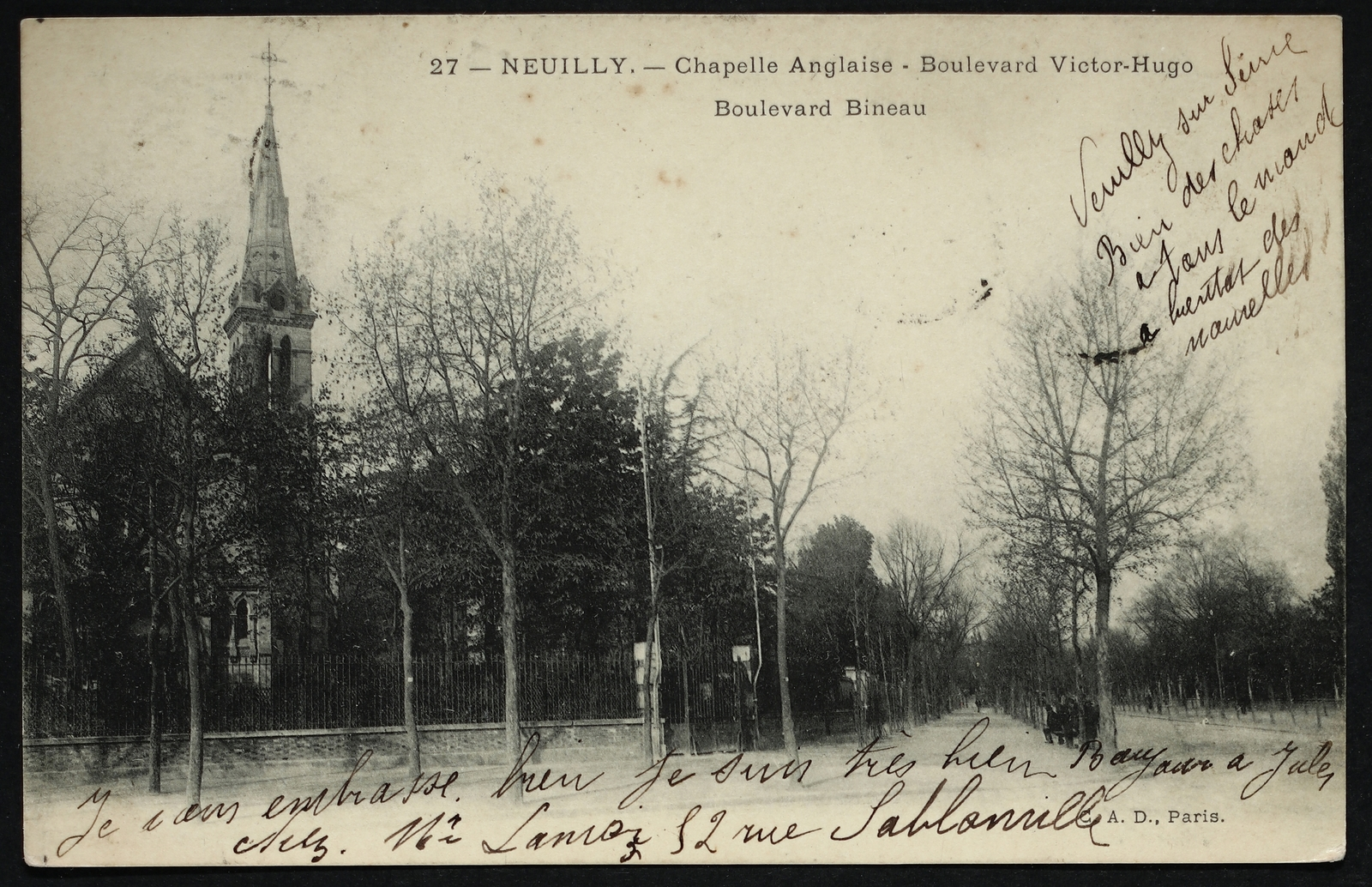
Le boulevard Bineau à Neuilly-sur-Seine, à l'angle du boulevard Victor-Hugo.
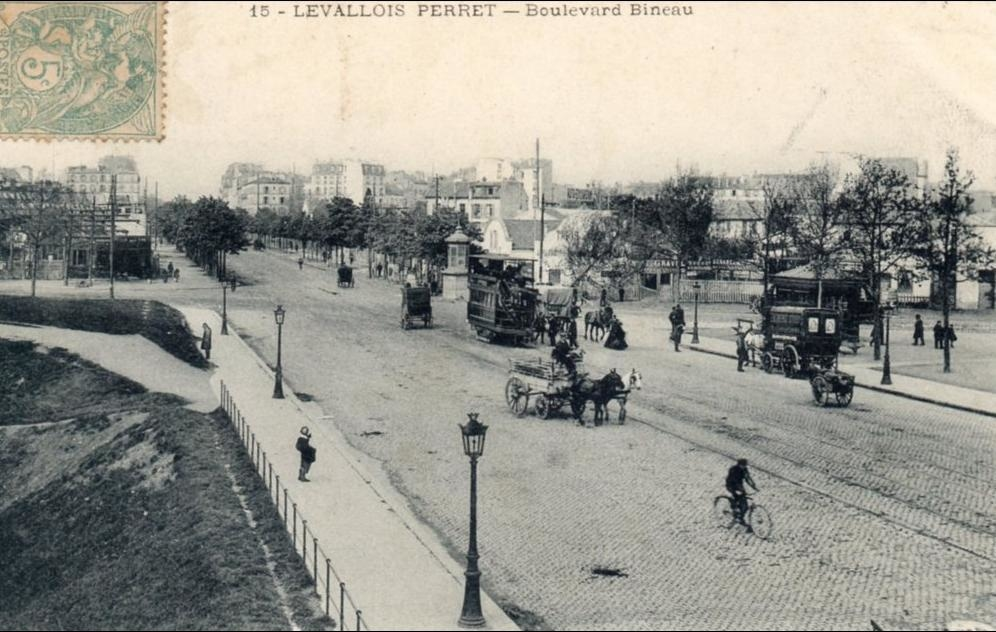
Les fiacres sur le boulevard Bineau, côté Levallois-Perret.